# Ligne de tramway S (TELB)
Pour les articles homonymes, voir Ligne S.
La ligne S est une ancienne ligne du tramway de Lille.

## Histoire
La ligne est supprimée en 1914.
Elle est brièvement remise en service avec un tracé légèrement différent entre le 2 janvier et le 20 juin 1946.